# ジョン・ネーバー
ジョン・ネーバー（John Naber、1956年1月20日 - ）は、アメリカの男子競泳選手。

## 経歴
ネーバーは1976年モントリオールオリンピックで100m、200mの背泳ぎでともに当時の世界新記録で金メダルを獲得した。特に200mでは史上初めて2分を切る1分59秒19の驚異的なタイムで優勝している。また400mメドレーリレーでも背泳ぎで世界新記録・金メダルに貢献した。800mリレーでも第三泳者として自由形で出場、やはり世界新記録・金メダルに貢献してさらに200m自由形でも銀メダルを獲得した。結局、ネーバーはモントリオールオリンピックで4個の金メダルをすべて世界新記録で獲得する大活躍であった。ネーバーが背泳ぎの折り返しで用いたターンはネーバーターン(Naber turn)という名前がつき、現在も個人メドレーで背泳ぎから平泳ぎに移行する際に用いられている。